# Ekaterina Samsonov
Ekaterina Samsonov (Nueva York, 1 de enero de 2003) es una actriz y modelo rusa-estadounidense.

## Biografía
Samsonov nació en Nueva York, hija de madre ucraniana Galina y padre ruso Alexander.
Tiene ciudadanía estadounidense y rusa.

## Carrera
Como modelo, Samsonov ha trabajado con DKNY, H&M, Gap, J.Crew, Macy's, JC Penney y Hewlett-Packard. Como actriz, es conocida por su papel de Nina Votto en la película de 2017 You Were Never Really Here.

## Filmografía

### Películas
| Año  | Título                     | Papel      | Director(es)       |
| ---- | -------------------------- | ---------- | ------------------ |
| 2015 | Anesthesia                 | Angie      | Tim Blake Nelson   |
| 2016 | The Ticket                 | Carla      | Ido Fluk           |
| 2017 | Wonderstruck               | Hannah     | Todd Haynes        |
| 2017 | You Were Never Really Here | Nina Votto | Lynne Ramsay       |
| 2019 | The Wait (corto)           |            | Thibaut Buccellato |

### Televisión
| Año  | Título               | Papel  | Difusión           | Notas      |
| ---- | -------------------- | ------ | ------------------ | ---------- |
| 2014 | Mozart in the Jungle | Alicia | Amazon Prime Video | 1 episodio |